# Barbara Stępniewska-Janowska
Barbara Maria Stępniewska-Janowska (ur. 10 stycznia 1931, zm. 18 października 2019) – polska specjalistka w dziedzinie architektury, prof. dr hab. inż.

## Życiorys
Obroniła pracę doktorską, następnie uzyskała stopień doktora habilitowanego. 18 czerwca 1996 uzyskała tytuł profesora nauk technicznych. Pracowała w Zakładzie Konserwacji i Rewaloryzacji Architektury na Wydziale Architektury Politechniki Wrocławskiej.
Pochowana została na Cmentarzu Salwator w Krakowie.